# B-Team
Il B-Team, noto come Miztourage fino al 2018, è stato un tag team di wrestling attivo in WWE tra il 2017 e il 2020, formato da Bo Dallas e Curtis Axel.
I due hanno vinto una volta il Raw Tag Team Championship.

## Storia

### The Miztourage (2017–2018)
Bo Dallas e Curtis Axel si unirono nella puntata di Raw del 19 giugno 2017, quando decisero di allearsi con l'Intercontinental Champion The Miz, formando il The Miztourage. Nella puntata di Raw del 26 giugno Dallas, Curtis Axel e The Miz hanno sconfitto Dean Ambrose, Heath Slater e Rhyno. Nella puntata di Raw del 24 luglio Dallas, Axel e The Miz sono stati sconfitti da Dean Ambrose e Seth Rollins in un 3-on-2 Handicap match. Nella puntata di Raw del 14 agosto Axel, Dallas e The Miz sono stati sconfitti dagli Hardy Boyz (Jeff Hardy e Matt Hardy) e Jason Jordan. Il 20 agosto, nel Kick-off di SummerSlam, The Miz e il Miztourage hanno sconfitto gli Hardy Boyz e Jason Jordan. Nella puntata di Raw del 28 agosto Dallas ha partecipato ad una Battle Royal per determinare il contendente n°1 all'Intercontinental Championship di The Miz ma è stato eliminato da Jason Jordan. Nella puntata di Raw del 18 settembre Dallas ha partecipato ad un Six-pack Challenge match che includeva anche Curtis Axel, Elias, Jason Jordan, Jeff Hardy e Matt Hardy per determinare il contendente n°1 all'Intercontinental Championship di The Miz ma il match è stato vinto da Jordan. Nella puntata di Raw del 4 dicembre Dallas è stato sconfitto da Finn Bálor. Nella puntata di Raw del 18 dicembre Dallas e Curtis Axel sono stati sconfitti da Finn Bálor e il debuttante Hideo Itami. Nella puntata di Raw del 25 dicembre Dallas e Curtis Axel sono stati sconfitti da Braun Strowman in un Secret Santa 2-on-1 Handicap match. Nella puntata di Raw del 1º gennaio 2018 Dallas, Curtis Axel ed Elias sono stati sconfitti dal Bálor Club (Finn Bálor, Luke Gallows e Karl Anderson). Nella puntata di Raw del 15 gennaio Dallas e Curtis Axel sono stati sconfitti dall'Intercontinental Champion Roman Reigns in un 2-on-1 Handicap match. Il 25 febbraio, nel Kick-off di Elimination Chamber, Dallas e Curtis Axel sono stati sconfitti da Luke Gallows e Karl Anderson. Nella puntata di Raw del 5 marzo Dallas, Curtis Axel e The Miz sono stati sconfitti da Finn Bálor e Seth Rollins in un 3-on-2 Handicap match. Nella puntata di Raw del 12 marzo Dallas e Curtis Axel hanno partecipato ad una Battle Royal per determinare i contendenti n°1 al Raw Tag Team Championship di Cesaro e Sheamus ma sono stati eliminati. Nella puntata di Raw del 19 marzo The Miz e il Miztourage sono stati sconfitti dal Bálor Club. Nella puntata di Raw del 26 marzo Dallas e Curtis Axel sono stati sconfitti da Luke Gallows e Karl Anderson. L'8 aprile, nel Kick-off di WrestleMania 34, Dallas ha partecipato all'annuale André the Giant Memorial Battle Royal ma è stato eliminato da Kane. Nella puntata di Raw del 9 aprile The Miz e il Miztourage sono stati sconfitti Finn Bálor, Jeff Hardy e Seth Rollins. Nella puntata di Raw del 16 aprile The Miz, il Miztourage, Kevin Owens e Sami Zayn sono stati sconfitti da Bobby Lashley, Bobby Roode, Braun Strowman, Finn Bálor e l'Intercontinental Champion Seth Rollins; durante il match, nel finale, Dallas e Axel hanno abbandonato The Miz, sancendo di fatto la fine della stable (considerato anche che The Miz era passato a SmackDown per via dello Shake-up).

### The B-Team (2018–2020)
Dopo essersi separati da The Miz per via dello Shake-up del 16 aprile 2018, Dallas e Axel sono tornati insieme come coppia singola. Nella puntata di Raw del 23 aprile hanno cercato di unirsi prima a Finn Bálor e poi a Seth Rollins, in entrambi i casi senza successo; quella stessa sera, inoltre, Dallas e Axel sono stati sconfitti dagli stessi Bálor e Rollins. Il 27 aprile, a Greatest Royal Rumble, Dallas ha partecipato al Royal Rumble match a 50 uomini entrando col numero 15 ma è stato eliminato da Kurt Angle. Nella puntata di Raw del 7 maggio Dallas e Curtis Axel sono stati sconfitti dai Raw Tag Team Champions Bray Wyatt e Matt Hardy in un match non titolato. Nella puntata di Raw del 14 maggio Dallas e Axel hanno adottato il ringname The B-Team per il loro tag team e hanno sconfitto i Breezango (Fandango e Tyler Breeze). Nella puntata di Raw del 21 maggio il B-Team ha sconfitto nuovamente i Breezango. Nella puntata di Raw del 4 giugno il B-Team ha vinto una Tag Team Battle Royal eliminando per ultimi Heath Slater e Rhyno, conquistando così un'opportunità titolata al Raw Tag Team Championship di Bray Wyatt e Matt Hardy. Nella puntata di Raw dell'11 giugno il B-Team ha sconfitto Heath Slater e Rhyno. Il 15 luglio, a Extreme Rules, il B-Team ha sconfitto Bray Wyatt e Matt Hardy conquistando così il Raw Tag Team Championship per la prima volta (per Axel si tratta del secondo regno da campione). Nella puntata di Raw del 16 luglio il B-Team ha sconfitto gli Ascension (Konnor e Viktor) in un match non titolato. Nella puntata di Raw del 23 luglio il B-Team ha difeso con successo i titoli contro Bray Wyatt e Matt Hardy. Nella puntata di Raw del 6 agosto Dallas e Axel hanno affrontato i Revival (Dash Wilder e Scott Dawson), ma il match è finito in doppia squalifica, dato l'intervento di Hardy e Wyatt durante l'incontro. Nella puntata di Raw del 13 agosto il B-Team ha difeso con successo i titoli in un Triple Threat Tag Team match contro i Revival e Bray Wyatt e Matt Hardy, effettuando un Turn Face. Il 19 agosto, nel Kick-off di SummerSlam, il B-Team ha difeso con successo i titoli contro i Revival. Nella puntata di Raw del 27 agosto il B-Team è stato sconfitto dai Revival, i quali hanno conquistato un'altra opportunità titolata per la settimana successiva. Tuttavia, nella puntata di Raw del 3 settembre i Revival sono stati attaccati da Dolph Ziggler e Drew McIntyre, i quali hanno ottenuto il diritto di disputare il match titolato; la sera stessa il B-Team è stato sconfitto da Ziggler e McIntyre, perdendo i titoli. Nella puntata di Raw del 10 settembre il B-Team è stato sconfitto da Ziggler e McIntyre nel rematch per i titoli. Nella puntata di Raw del 1º ottobre il B-Team ha sconfitto i Revival; nel post match, tuttavia, sono stati brutalmente attaccati dagli Authors of Pain.
Il 25 aprile 2019 sono stati trasferiti nel roster di SmackDown. Nella puntata di SmackDown del 30 aprile Axel e Dallas sono stati sconfitti da Roman Reigns in un 2-on-1 Handicap match, stabilendo il duo come heel. Nella puntata di Raw del 26 agosto Axel e Dallas hanno partecipato ad un Gauntlet match per determinare i contendenti n°1 al Raw Tag Team Championship di Braun Strowman e Seth Rollins ma sono stati eliminati dai Viking Raiders (Erik e Ivar). Nella puntata di SmackDown del 3 settembre Dallas ha conquistato il 24/7 Championship per la prima volta schienando Drake Maverick ma l'ha perso poco dopo sul ring ai danni dello stesso Maverick. Nella puntata di SmackDown del 17 settembre Axel e Dallas sono stati sconfitti dagli Heavy Machinery (Otis e Tucker). Nella puntata di SmackDown del 24 settembre Axel e Dallas sono stati sconfitti dal New Day (Big E e Xavier Woods).
Il 30 aprile Axel è stato licenziato, segnando di fatto la fine del B-Team.

## Nel wrestling

### Mosse finali in coppia
- Back suplex di Bo Dallas e Neckbreaker di Curtis Axel in combinazione

### Mosse finali dei singoli wrestler
- Bo Dallas
  - Rolling the Dice (Rolling cutter)
- Curtis Axel
  - Axehole (Neckbreaker driver)
  - Perfect-Plex (Bridging fisherman suplex)

### Manager
- Maryse

### Musiche d'ingresso
- I Came to Play dei Downstait (26 giugno 2017–7 maggio 2018; usata come accompagnatori di The Miz)
- Battlescars dei CFO$ feat. Kit Walters (14 maggio 2018–6 agosto 2018)
- Go, Go, Go dei CFO$ (6 agosto 2018–24 settembre 2019)

## Titoli e riconoscimenti
- WWE
  - WWE Raw Tag Team Championship (1)
  - WWE 24/7 Championship (1) – Bo Dallas